# Act IV
act IV（アクトフォー）は9mm Parabellum Bullet4枚目のライブDVD/Blu-ray。2012年4月18日発売。

## 解説
- 9mm Parabellum Bulletの4枚目となるライブ映像作品。DVD盤に加え、バンドの映像作品としては初めてのBlu-ray盤の同時リリースとなる。内容として2011年6月26日に横浜アリーナにて行われた【Movement YOKOHAMA】の公演内容、当日のステージの設営～撤去、【Movement Moment Tour 2011】各公演で演奏された『新しい光』を99秒に編集した映像を収録している。ライブ本編はメンバーによるオーディオコメンタリーつき。
- 初回限定盤特典として、フォトブックレット、ならびに【Movement YOKOHAMA】/【Movement Moment Tour 2011】/【Movement Moment Tour 2011 番外編】での「AAAラミネートパス」のいずれか1種類が封入されている。
- オフィシャルYOUTUBEチャンネルにて、「Movement Moment Tour 2011 番外編」で対バンを行ったマキシマム ザ ホルモン、POLYSICS、avengers in sci-fiの副音声付きのライブ映像を配信している。

## 収録曲
2011.6.26「Movement YOKOHAMA」@横浜アリーナ
1. 荒地
2. Survive
3. Discommunication
4. The Revolutionary
5. Psychopolis
6. Termination
7. Vampiregirl
8. 銀世界
9. Face to Faceless
10. Muddy Mouth
11. 星に願いを
12. Bone To Love You
13. Finder
14. Black Market Blues
15. Sleepwalk
16. Living Dying Message
17. The World
18. Monday
19. Endless Game
20. キャンドルの灯を
21. カモメ
22. 新しい光
23. Scenes
24. Talking Machine
25. Punishment
26. (teenage)Disaster

BONUS MOVIE
1. 参考映像：横浜アリーナにおける9mmステージの設営～撤去
2. 全42公演を99秒で共に移動する「Movement Moment Tour 2011」